# Gustav Igler

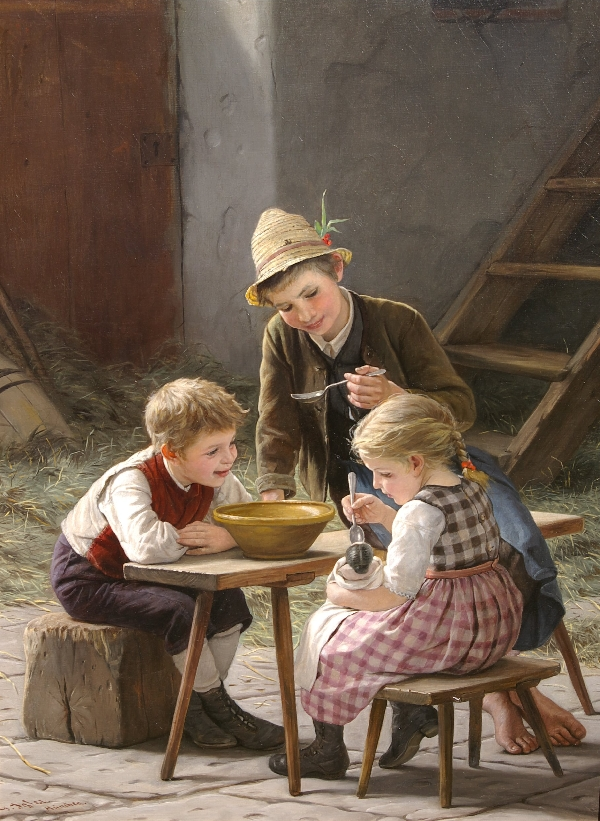
Spielende Kinder

Gustav Igler (* 15. Mai 1842 in Ödenburg, Österreich-Ungarn; † 22. Jänner 1938 in München) war ein österreichischer Genremaler.

## Leben
Igler war seit 1858 Schüler von Ferdinand Georg Waldmüller in Wien, studierte danach Malerei vom 24. Oktober 1868 bis 1871 an der Königlichen Akademie der Bildenden Künste in München bei Arthur von Ramberg.
Im Jahr 1888 wurde Igler zum Leiter der technischen Malklasse an der Königlichen Kunstschule Stuttgart berufen. 1896 leitete er die II. Internationale Gemäldeausstellung in Stuttgart. Die Sommermonate verbrachte er meist in Rothenburg ob der Tauber. Nach der Pensionierung 1914 kehrte er nach München zurück.
Er zeigte seine Werke im Münchner Glaspalast, sowie in der „Gartenlaube“ und anderen Zeitschriften.
In seinen Genrebildern zeigte er meistens Kinder beim Spielen.